# Anisognathus melanogenys
Tangará-de-santa-marta ou saíra-de-santa-marta (Anisognathus melanogenys) é uma espécie de ave da família Thraupidae.
É endémica da Colômbia.

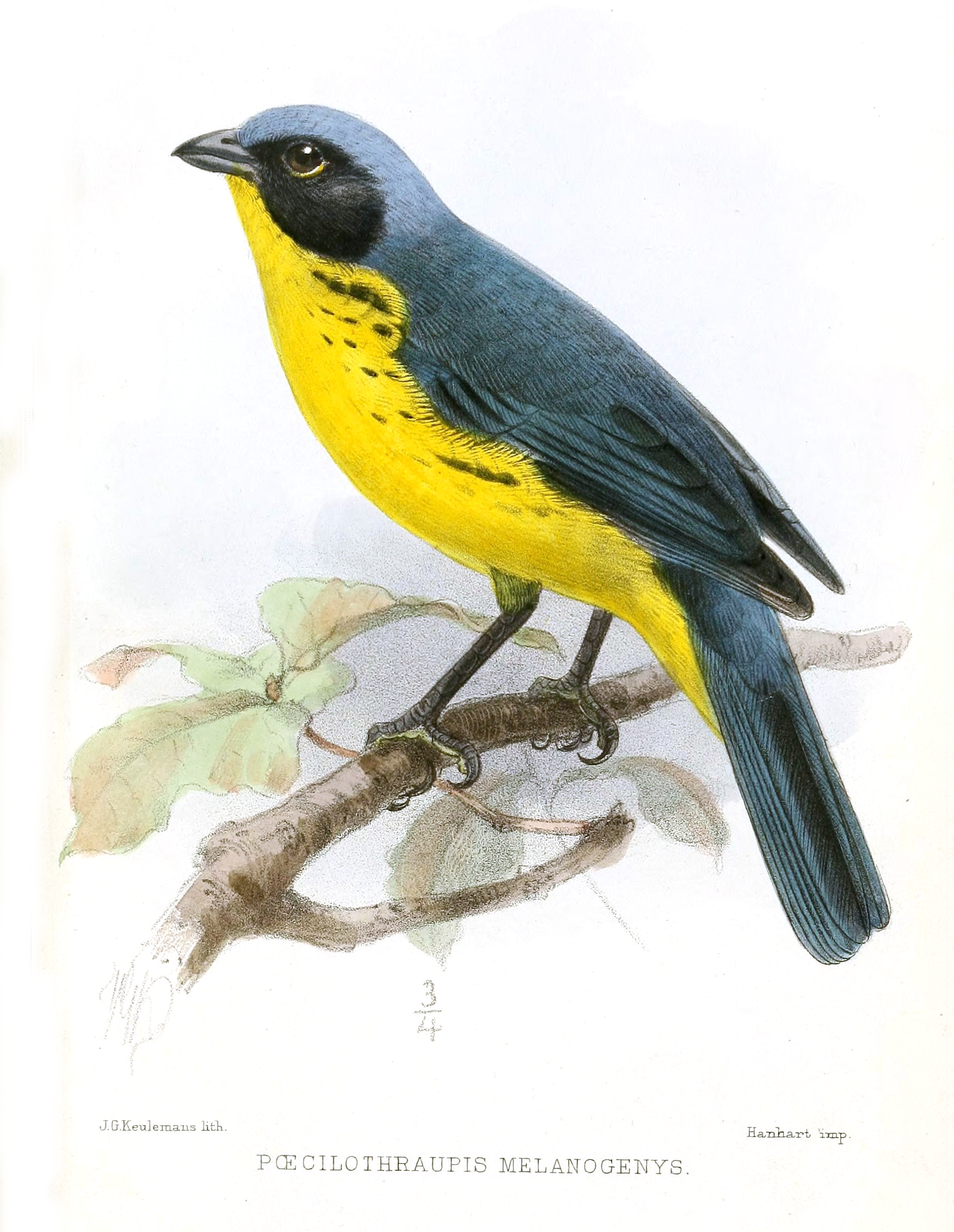

Os seus habitats naturais são: regiões subtropicais ou tropicais húmidas de alta altitude e florestas secundárias altamente degradadas.